# Port (Ain)
Port – miejscowość i gmina we Francji, w regionie Owernia-Rodan-Alpy, w departamencie Ain.

## Demografia
Według danych na styczeń 2012 roku gminę zamieszkiwało 880 osób, a gęstość zaludnienia wynosiła 207,1 osób/km².